# داريل شاني
داريل شاني (بالإنجليزية: Darrel Chaney)‏ هو لاعب كرة قاعدة أمريكي، ولد في 9 مارس 1948 في هاموند في الولايات المتحدة.

## وصلات خارجية
- داريل شاني على موقعبيزبول رفرنس.كوم (الدوري الرئيسي) (الإنجليزية)
- داريل شاني على موقع جمعية أبحاث البيسبول الأمريكية (الإنجليزية)